# Monte Cavo

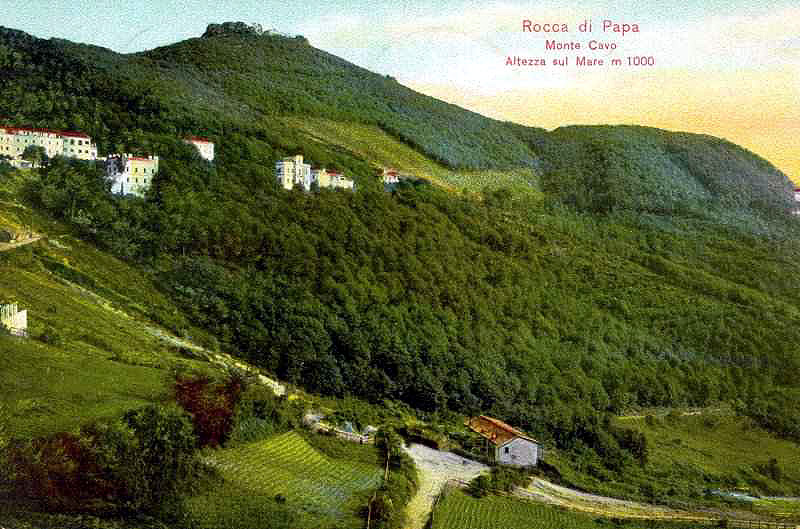
Monte Cavo na karcie pocztowej z 1910 r.

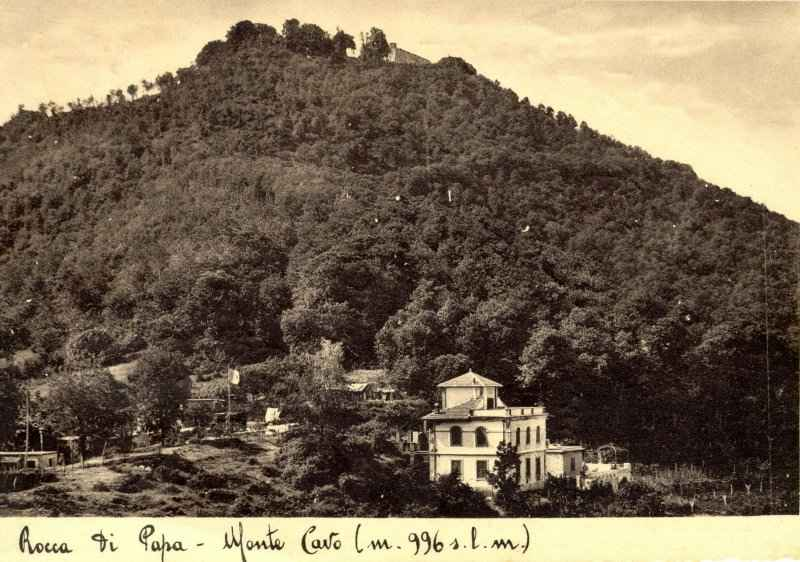
Monte Cavo w 1936 r.

Monte Cavo (949 m n.p.m.) – drugi co do wysokości szczyt Gór Albańskich, na terenie gminy Rocca di Papa we Włoszech. Jako pozostałość stożka wygasłego wulkanu, zwieńczony grupą skał na szczycie, stanowi optyczną dominantę tej grupy górskiej.
Jako Albanus mons był świętą górą antycznego plemienia Italików, żyjących w dawnej Alba Longa.